# 巴耶
巴耶（法語：Bayet，法語發音：[bajɛ]）是法国阿列省的一个市镇，位于该省中部偏南，属于穆兰区。该市镇的总面积为22.58平方公里，2009年时的人口为698人。

## 人口
巴耶人口变化图示
| 数据来源：INSEE |